# Нуров, Владимир Дорджиевич
Владимир Дорджиевич Нуров (калм. Нуура Владимир; 1 января 1938 года, хотон Бугу, Приютненский улус (ныне — село Ульдючины Приютненского района), Калмыцкая АССР) — народный поэт Республики Калмыкия, заслуженный работник культуры Калмыкии и Российской Федерации. Почётный гражданин Республики Калмыкия.

## Биография
Владимир Нуров родился 1 января 1938 года в хотоне Бугу Приютненского улуса (ныне — село Ульдючины, Приютненский район) Калмыцкой АССР.
Детство и отрочество будущего поэта совпали с войной и насильственной депортацией калмыцкого народа в Сибирь. Детство прошло в леспромхозе Знаменского района Омской области. В юные годы жил в посёлке Заводо-Петровск Ялуторовского района Тюменской области, работал трактористом, лесорубом, рабочим стекольного завода.
В 1968 году с отличием окончил Калмыцкий пединститут.
Работал директором Калмыцкого книжного издательства, главным редактором журнала «Теегин герл», руководил Союзом писателей Калмыкии, был директором Калмыцкого радио.
В 1975 году Нуров был принят в Союз писателей СССР.
Работал в редакции республиканской газеты «Хальмг үнн».

## Творчество
Первые стихи поэта были опубликованы в газете «Хальмг үнн» в 1959 году. В 1971 году вышел первый сборник стихов поэта «Белое желание» (на калмыцком языке). С тех пор поэт выпустил более тридцати книг на калмыцком и русском языках: «Солнечный колодец», «Светлый образ», «Корень жизни», «Вкус родника», «Годы закусили удила», «Дарите радость», «Отцовский дом», «Ярче звезд» и другие.
Произведения Нурова переведены на многие языки мира и опубликованы в разных странах. Многие стихи были переведены известными русскими поэтами Семёном Липкиным, Юлией Нейман, Риммой Казаковой, Владимиром Костровым.

## Награды и премии
- Народный поэт Калмыкии (1998).
- Заслуженный работник культуры Калмыкии.
- Заслуженный работник культуры Российской Федерации.
- За создание цикла «Алтн һасар үзгән олнав…», опубликованного журналом «Теегин Герл» в 2007 году поэт был удостоен премии Республики Калмыкия имени Номто Очирова.
- В 2009 году стал лауреатом премии имени А. С. Грибоедова.
- 14 февраля 2013 года поэту присвоено звание почётного гражданина Республики Калмыкия.